# 高木真理
高木 真理 (たかぎ まり、1967年（昭和42年）8月12日 - ) は、日本の政治家。立憲民主党所属の参議院議員（1期）。
さいたま市議会議員（2期）、埼玉県議会議員（3期）を務めた。

## 来歴
小学校まで栃木県で育ち、中学校からさいたま市に暮らす。1986年、お茶の水女子大学附属高等学校卒業。1991年、東京大学法学部卒業。東京銀行勤務。1996年、枝野幸男衆議院議員事務所秘書。
2003年、さいたま市議会議員選挙に北区選挙区から民主党公認で立候補しトップ当選。2007年も同様にトップ当選。
2011年、埼玉県議会議員選挙に南第4区（さいたま市北区）から民主党公認で立候補し初当選。2015年、埼玉県議会議員2期目当選（民主党公認、無投票）。埼玉県議会会派「民進党・無所属の会」政策調査会長、民進党埼玉県総支部連合会政策調査会長を務めた。2018年1月に旧立憲民主党に移籍。2019年、埼玉県議会議員3期目当選（無投票）。埼玉県議会会派「埼玉民主フォーラム」政調会長。
2022年、埼玉県議会議員を6月16日付で辞職して、第26回参議院議員通常選挙埼玉県選挙区に立憲民主党公認で立候補した。立憲民主党埼玉県連で候補者を選考するにあたり、「女性を擁立するべき」との意見が大勢を占めたことや、「埼玉県議、さいたま市議としての実績があり、大票田のさいたま市に地盤を持つことから『勝てる候補』と期待された」と報じられた。7月10日、初当選。第210回国会が召集された2022年10月3日現在、参議院厚生労働委員会、決算委員会、災害対策特別委員会、国民生活・経済及び地方に関する調査会に所属。2024年1月26日、泉健太「次の内閣」のネクスト厚生労働大臣に就任。
2024年9月23日に実施された代表選挙では枝野幸男の推薦人に名を連ねた。

## 政策・主張

### 憲法
- 憲法改正について、2022年のNHKのアンケートで「反対」と回答[20]。
- 9条改憲について、2022年の毎日新聞社のアンケートで「反対」と回答[21]。9条への自衛隊の明記について、2022年のNHKのアンケートで「反対」と回答[20]。
- 憲法を改正し緊急事態条項を設けることについて、2022年のNHKのアンケートで「反対」と回答[20]。

### 外交・安全保障
- 敵基地攻撃能力を持つことについて、2022年のNHKのアンケートで「どちらかと言えば反対」と回答[20]。
- 普天間基地の辺野古移設について、2022年の毎日新聞社のアンケートで「反対」と回答[21]。
- ロシアは2022年2月24日、ウクライナへの全面的な軍事侵攻を開始した[22]。日本政府が行ったロシアに対する制裁措置についてどう考えるかとの問いに対し、2022年のNHKのアンケートで「適切だ」と回答[20]。同年の毎日新聞社のアンケートで「制裁をより強めるべきだ」と回答[21]。
- 2022年6月7日、政府は経済財政運営の指針「骨太方針」を閣議決定した。NATO加盟国が国防費の目標としている「GDP比2%以上」が例示され、防衛力を5年以内に抜本的に強化する方針が明記された[23]。「防衛費を今後どうしていくべきだと考えるか」との問いに対し、2022年のNHKのアンケートで「ある程度増やすべき」と回答[20]。
- 徴用工訴訟問題や慰安婦問題などをめぐり日韓の対立が続くなか、関係改善についてどう考えるかとの問いに対し、2022年の毎日新聞社のアンケートで「韓国政府がより譲歩すべきだ」と回答[21]。

### ジェンダー
- 選択的夫婦別姓制度の導入について、2022年のNHKのアンケートで回答しなかった[20]。同年の毎日新聞社のアンケートで「賛成」と回答[21]。
- 同性婚を可能とする法改正について、2022年のNHK、毎日新聞社のアンケートで「賛成」と回答[20][21]。
- クオータ制の導入について、2022年のNHKのアンケートで「賛成」と回答[20]。

### その他
- アベノミクスについて、2022年の毎日新聞社のアンケートで「評価できず、見直すべきだ」と回答[21]。
- 「原子力発電への依存度を今後どうするべきか」との問題提起に対し、2022年のNHKのアンケートで「下げるべき」と回答[20]。
- 国会議員の被選挙権年齢の引き下げについて、2022年の毎日新聞社のアンケートで「賛成」と回答[21]。

## 人物
- 埼玉県議会議員時代に電機連合の協力議員Bであった[24]。
- 2017年の民進党代表選挙では枝野幸男を支援した[25]。
- 第48回衆議院議員総選挙においては、枝野が立ち上げた旧・立憲民主党を支援した[26]。高木自身は2018年1月に立憲民主党へ入党した[27]。
- 2021年立憲民主党代表選挙では、西村智奈美を支援した[28][3]。
- 夫は高木錬太郎（前衆議院議員）[2][29][6]。1998年、錬太郎が枝野幸男の大宮事務所を訪問した際、枝野の公設第二秘書だった真理が応対したという[30]。2011年に真理が県議会議員となった際は、錬太郎が秘書を務めた[30]。
- 子が3人いる[2][30]。
- 高校時代のクラスメイトに打越さく良（参議院議員）がいる[31]。

## 選挙歴
| 当落 | 選挙                         | 執行日         | 年齢 | 選挙区       | 政党         | 得票数     | 得票率 | 定数 | 得票順位 /候補者数 | 政党内比例順位 /政党当選者数 |
| ---- | ---------------------------- | -------------- | ---- | ------------ | ------------ | ---------- | ------ | ---- | ------------------ | ---------------------------- |
| 当   | 2003年さいたま市議会議員選挙 | 2003年4月13日  | 35   | 北区選挙区   | 民主党       | 7918票     | ーー   | 8    | 1/10               | /                            |
| 当   | 2007年さいたま市議会議員選挙 | 2007年4月8日   | 39   | 北区選挙区   | 民主党       | 1万423票   | ーー   | 7    | 1/10               | /                            |
| 当   | 2011年埼玉県議会議員選挙     | 2011年4月10日  | 43   | 南第4区      | 民主党       | 1万8924票  | 41.36% | 2    | 2/3                | /                            |
| 当   | 2015年埼玉県議会議員選挙     | 2015年4月12日  | 47   | 南第4区      | 民主党       | ーー票     | ーー   | 2    | ー/2               | /                            |
| 当   | 2019年埼玉県議会議員選挙     | 2019年4月7日   | 50   | 南第4区      | 旧立憲民主党 | ーー票     | ーー   | 2    | ー/2               | /                            |
| 当   | 第26回参議院議員通常選挙     | 2022年07月10日 | 54   | 埼玉県選挙区 | 立憲民主党   | 44万4567票 | 14.71% | 4    | 4/15               | /                            |